# Esteban Emilio Mosonyi
Esteban Emilio Mosonyi (nació el 14 de marzo de 1939, Budapest, Hungría) es un antropólogo que recibió el Premio Nacional de Cultura de Venezuela en 1999. Es conocido por ser uno de los principales investigadores en el campo de los idiomas indígenas, con conocimiento de más de 20 lenguas indígenas, entre las que están: Añu Warao, Wayuunaiki y Yanomami.

## Biografía
Licenciado en Letras, graduado en la Universidad Central de Venezuela en 1962. En 1973, durante la presidencia de Luís Herrera Campins, se une al equipo de redacción del decreto 283 para el Régimen Especial de Educación Intercultural Bilingüe.
En 1978, se gradúa como doctor en antropología en la Universidad Central de Venezuela. Es allí donde inicia su trabajo como investigador y conocedor en terreno de la cosmovisión de los pueblos originarios. Ha cumplido una extensa trayectoria en los campos de la lingüística, la antropología, el indigenismo y las políticas culturales. Fue asesor del Ministerio de Educación de Venezuela en el área de educación indígena. Miembro fundador del Grupo Barbados de Lucha contra el Genocidio y el Etnocidio. Trabajó como asesor antropológico del Consejo Mundial de Pueblos Indígenas. Coordinador de varios eventos sobre Educación Intercultural Bilingüe y Relaciones ínterétnicas, patrocinados por la UNESCO y el Instituto Indigenista Interamericano. Se desempeñó durante muchos años como colaborador del Proyecto de Lingüística Indígena de Venezuela, adscrito al Instituto de Investigaciones Económicas y Sociales de la UCV, institución dirigida por su hermano Jorge Carlos Mosonyi.
Miembro de la Asociación Venezolana de Esperanto desde los años 70, ha sido baluarte del movimiento esperantista en Venezuela, con apoyo desinteresado. Aún hoy, se reúne la mayoría de los sábados en la sede de la Asociación para impartir su conocimiento.
Se jubila de profesor titular de Lingüística y Antropología en la Facultad de Ciencias Económicas y Sociales (UCV). Entre sus numerosas publicaciones se cuentan las siguientes: Morfología del verbo yaruro (Caracas, 1966); El habla de Caracas (Caracas, 1971); El indígena venezolano en pos de su liberación definitiva (Caracas, 1975); Identidad nacional y culturas populares (Caracas, 1982); Las lenguas indígenas del Río Negro: posibilidades de recuperación y revitalización (Caracas, 1989), Manual de Lenguas Indígenas de Venezuela (con Jorge Mosonyi, 2000) y una innumerable cantidad de artículos sobre temas lingüísticos, culturales y antropológicos.

## Premios
En 1999 recibió el Premio Nacional de Cultura de Venezuela y en 2019 el Premio Andres Bello otorgado por la Academia Venezolana de la Lengua.
El 7 de junio de 2022 recibió el Premio Latinoamericano y Caribeño de Ciencias Sociales 2022 en la Universidad Nacional Autónoma de México (UNAM), debido a sus grandes aportes valorados en la investigación de las lenguas indígenas venezolanas.